# San Pedro de Lloc

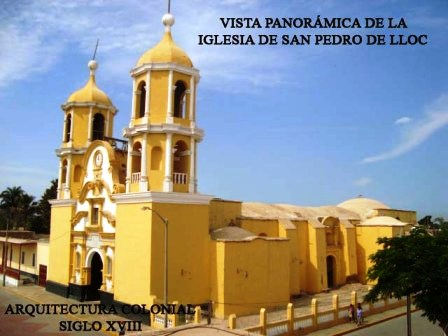
Église coloniale de San Pedro de Lloc

San Pedro de Lloc est une ville et un district du Pérou, situé au nord du pays, dans la région de La Libertad et capitale de la province de Pacasmayo.

## Géographie
La ville est située à une centaine de kilomètres au nord de la ville de Trujillo.

## Histoire
La ville a été fondée par le cacique Santiago de Lloc, après sa conversion à la religion chrétienne. Les anciens habitants ont donné les différents noms des descendants qui habitent aujourd’hui et qui font partie des citoyens.

### Indépendance
Le 10 janvier 1821, Josè Andrès Ràzuri Estèvez a proclamé l’indépendance de la ville dans la sa place d’armes.

## Personnes célèbres
- Antonio Raimondi, naturaliste et explorateur italio-péruvien, il a vécu la fin de sa vie dans cette ville ;
- Josè Andrès Ràzuri Estèvez, héros de la guerre d'indépendance du Pérou.

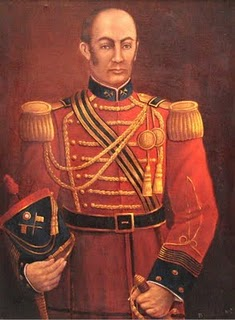
Josè Andrès Ràzuri Estèvez